# Japán-szigetek

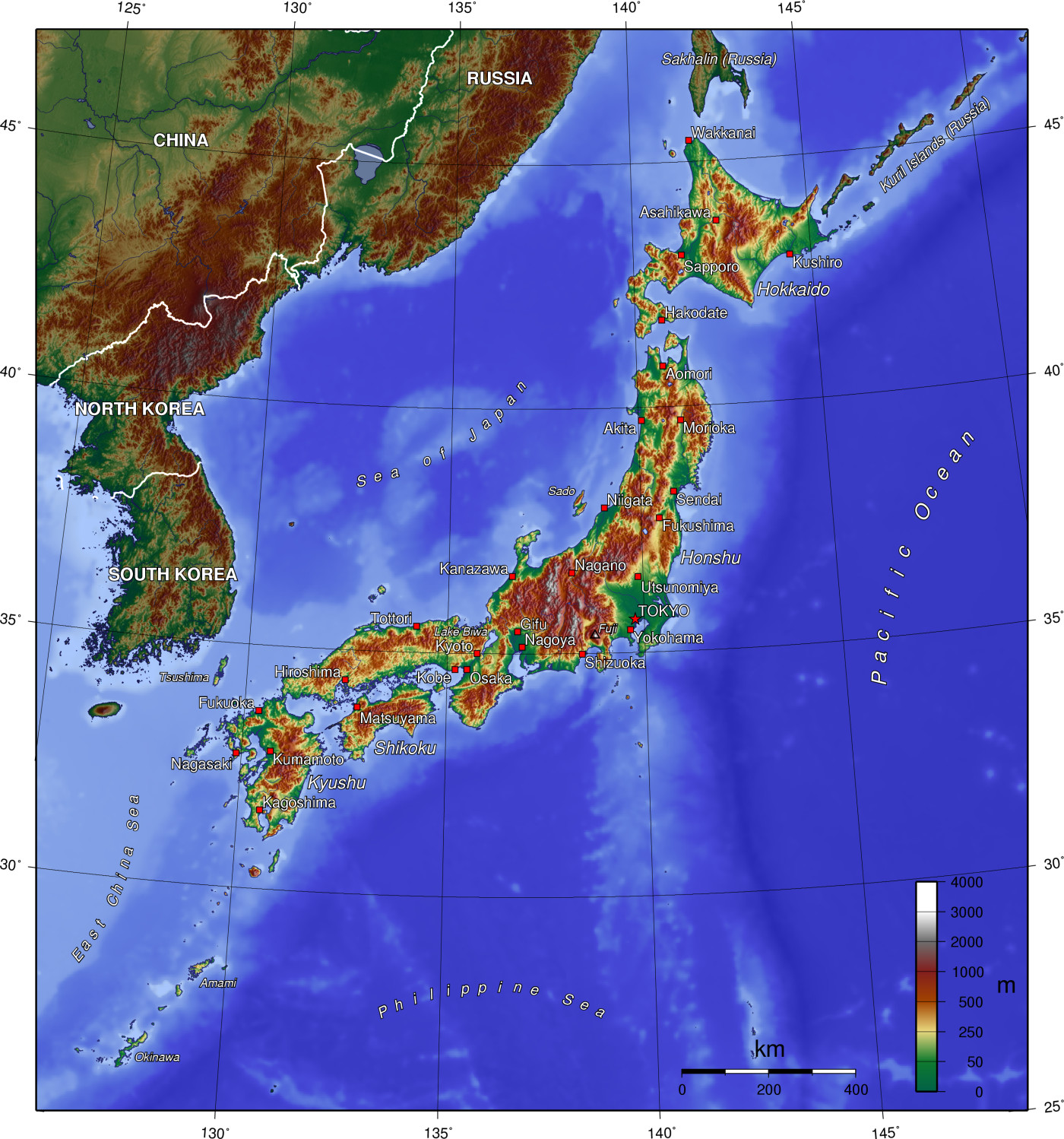
Japán topográfiai térképe

A japán szigetvilág (japánul 日本列島, nihon rettó), amelyen Japán, a „felkelő nap országa” fekszik, az eurázsiai kontinens keleti partja mentén fekszik, észak–déli irányban, a Csendes-óceán nyugati felén. A szigetvilág több mint 6000 szigetből áll, melyek közül a legnagyobbak (északról dél felé haladva):
- Hokkaidó
- Honsú
- Sikoku
- Kjúsú